# Trichotonannus
Trichotonanninae, Trichotonannidae
Famille
Synonymes
- Trichotonanninae Štys, 1970[1]

Genre
Synonymes
- Teratocombus Poppius, 1913

Trichotonannus est un genres d'insectes hétéroptères (punaises), de l'infra-ordre des Dipsocoromorpha, contenant cinq ou six espèces décrites, toutes des zones afrotropicale et indomalaise. Il est le seul genre de la famille récemment définie des Trichotonannidae.

## Description
Les Trichotonannus sont semblables aux Ceratocombidae, dont ils se distinguent par leur couleur uniformément brun foncé à noir, une taille plus grande (de 3 à 4 mm), la présence, parmi les soies recouvrant le corps et les appendices, de macrosetae, soies plus longues et épaisses, absentes chez les Ceratocombidae, dont des macrosetae isolées dressées entre les ommatidies des yeux composés. Les organes génitaux des mâles sont asymétriques, orientés vers la droite, un cas unique au sein des Dipsocoromorpha. Les marges latérales du pronotum sont presque droites. Les tarses des pattes antérieures présentent un dimorphisme sexuel, et sont composés de trois articles chez les mâles et de deux chez les femelles. Les ailes antérieures sont macroptères ou submacroptères, avec quatre cellules dans la partie distale. L'aile postérieure est quadrilobée, comme chez Glyptocombus et Hypselosoma (Schizopteridae, Hypselosomatinae). Comme les Ceratocombidae, ils ont une fracture costale courte, le corps recouvert de soie, les antennes flagelliformes, avec les deux derniers segments plus fins et longs que les deux premiers, et le second entre 1,5 et 2,5 fois la longueur du premier. Leur rostre de quatre articles est long et mince.

## Distribution et habitat
La moitié des six espèces connues sont décrites d'Afrique tropicale (T. dundo d'Angola, T. oidipos de Madagascar, et T. marginicollis du Togo, et l'autre moitié de l'écozone indomalaise, T. makilinensis des Philippines (Luzon), T. setulosus, l'espèce type, de Nancowry (Inde, îles Andaman et Nicobar), T. sulawesicus d'Indonésie (Célèbes).
Les espèces du genre ont été trouvées dans le sol ou sous l'écorce d'arbres tombés de la forêt fluviale tropical, ce qui suggère des micro-habitats semblables à ceux des Ceratocombidae.

## Biologie
On ne connaît presque rien de leur biologie. T. setulosus a été découvert dans une termitière. Tous les Dipsocoromorpha sont des prédateurs de petits arthropodes, et il est probable que Trichotonannus l'est également.

## Systématique
Le genre Trichotonannus a initialement été décrit par l'entomologiste finlandais Odo Morannal Reuter comme un sous-genre du genre Ceratocombus (famille des Ceratocombidae), pour son espèce type, T. setulosus. En 1911, ce même Reuter estime qu'on peut le considérer comme un genre à part entière, un statut reproposé en 1951 par Petr Wygodzinsky.
Pavel Štys propose en 1970 de créer une sous-famille propre à ce genre, les Trichotonanninae, pour la distinguer des autres Ceratocombidae,. Alexander Knychov, Christiane Weirauch et Rochelle Hoey‐Chamberlain, après avoir mené une analyse phylogénétique des Dipsocoromopha, constatent que les Ceratocombidae seraient polyphylétiques et proposent d'élever les Trichotonanninae au rang de famille, les Trichotonannidae.
Les différentes espèces décrites après l'espèce type de Reuter sont T. makilingensis de Luzon, Philippines en 1951 par Wygodzinsky qui vait déjà publié en 1947 un article sur un T. setulosus Reuter de Côte d'Ivoire trouvé dans un nid de termites (Protermes minutus Grassé, 1937); T. dundo d'Angola par le même Wygodzinsky en 1953, T. oidipos décrite par P. Štys en 1977 de Madagascar, puis T. sulawesicus décrite par José C. M. Carvalho des Célèbes (indonésie) en 1989. Des espèces de l'écozone indomalaise attendent encore une description.
En 1910, Poppius décrit le genre Teratoneura avec l'espèce marginicollis du Togo, puis découvre que ce nom de genre est préoccupé pour décrire un genre de papillon (Teratoneura Dudgeon, 1909), et le rebaptise Teratocombus Poppius, 1913. Wygodzinsky (1953) puis Štys (1977) cités par Carvalho (1989), le considèrent comme un synonyme de Trichotonannus.
Michael G. Emsley, dans son étude sur les Schizopteridae, donne diverses indications sur Trichotonannus.

### Liste des espèces
Les espèces connues sont les suivantes :
- espèce Trichotonannus dundo Wygodzinsky, 1953
- espèce Trichotonannus makilingensis Wygodzinsky, 1951
- espèce Trichotonannus marginicollis (Poppius, 1910)
- espèce Trichotonannus oidipos Štys, 1977
- espèce Trichotonannus sulawesicus Carvalho, 1989
- espèce Trichotonannus setulosus Reuter, 1891